# Pszeniczniki
Przeniczniki (ukr. Пшеничники, Pszenycznyky) – wieś na Ukrainie, w obwodzie iwanofrankiwskim, w rejonie tyśmienickim.
Pod koniec XIX wieku wieś leżała w Galicji, w powiecie tłumackim. 
W II Rzeczypospolitej wieś w powiecie tłumackim województwa stanisławowskiego.
W 1944 nacjonaliści ukraińscy z OUN-UPA zamordowali tutaj 20 Polaków.